# Agnieszka Glińska
Agnieszka Glińska (ur. 18 lutego 1968 we Wrocławiu) – polska reżyserka spektakli teatralnych i telewizyjnych oraz aktorka.

## Życiorys
Ukończyła studia na Wydziale Aktorskim i Reżyserskim (1994) Państwowej Wyższej Szkoły Teatralnej im. Aleksandra Zelwerowicza w Warszawie. Jako aktorka zadebiutowała 17 lutego 1990 roku rolą Natalii Stiepanownej w Teraz ja, czyli wariacje na temat wg Antona Czechowa w reżyserii Mai Komorowskiej. Jako reżyserka zadebiutowała dwa lata później Arlekinadą Terence’a Rattigana na deskach Teatru im. Jana Kochanowskiego w Opolu. W latach 1990–1991 była aktorką Teatru Północnego w Warszawie, asystentką reżysera w Teatrze Powszechnym im. Zygmunta Hübnera w Warszawie (1991–1993), reżyserką w Teatrze Dramatycznym im. Gustawa Holoubka w Warszawie (2007–2009). W warszawskim Teatrze Współczesnym pracowała na stanowisku reżyserki (2000–2004 oraz 2010–2011), a także konsultantki programowej (2011–2012). W latach 2012–2015 była dyrektorem artystycznym Teatru Studio im. Stanisława Ignacego Witkiewicza w Warszawie.
Wykładowczyni Akademii Sztuk Teatralnych im. Stanisława Wyspiańskiego w Krakowie.

## Życie prywatne
Jest matką aktora dziecięcego Franciszka Przybylskiego oraz Janiny Stelmaszyk, której ojcem jest aktor Krzysztof Stelmaszyk.

## Filmografia

### Role
- 2004: City, jako Agnieszka
- 2007: Katyń, jako dyrektorka gimnazjum, siostra porucznika Piotra Baszkowskiego
- 2016: Artyści (serial), jako księgowa Iwona Kamińska
- 2018: 1983, jako Angelika Torzecka

### Reżyseria
- 1994: Uciekła mi przepióreczka – Teatr TVP
- 1997: Bambuko – Teatr TVP
- 1997: Królowa matka M. Santanelli, Krakowski Teatr Scena STU
- 1998: Wszystkie lekcje odwołane
- 1998–2003: Miodowe lata (odcinki: 25, 41, 79, 89)
- 2007: Pippi Pończoszanka – Teatr Dramatyczny Warszawa
- 2016: #WszystkoGra

### Scenarzystka
- 2016: #WszystkoGra

## Nagrody
- 1993: Nagroda im. Bohdana Korzeniewskiego
- 1997: Nagroda im. Leona Schillera przyznawana przez ZASP[3]
- 1999: Paszport „Polityki”, kategoria „teatr”
- 2002: Nagroda Feliks w kategorii: najlepszy reżyser za sektakl Bambini di Praga w Teatrze Współczesnym
- 2003: nagroda dla najlepszego spektaklu Teatru TV na Lecie Filmów w Kazimierzu Dolnym za spektakl Czwarta siostra
- 2003: Grand Prix za reżyserię spektaklu Czwarta siostra na Krajowym Festiwalu Teatru Polskiego Radia i Teatru TV „Dwa teatry”[4]
- 2010: Nagroda im. Cypriana Kamila Norwida w kategorii „teatr” za reżyserię przedstawienia „Lekkomyślna siostra” w Teatrze Narodowym w Warszawie
- 2011: Nagroda im. Tadeusza Boya-Żeleńskiego – za osiągnięcia reżyserskie, w szczególności spektakle w Teatrze Narodowym (Lekkomyślna siostra Włodzimierza Perzyńskiego i Mewa Antona Czechowa), Teatrze Współczesnym (Sztuka bez tytułu Antona Czechowa) i Teatrze na Woli (Amazonia Michała Walczaka)